# Monbulk
Monbulk är en del av en befolkad plats i Australien. Den ligger i kommunen Yarra Ranges och delstaten Victoria, omkring 39 kilometer öster om delstatshuvudstaden Melbourne. Antalet invånare är 2 715.
Runt Monbulk är det ganska glesbefolkat, med 40 invånare per kvadratkilometer.. Närmaste större samhälle är Ferntree Gully, nära Monbulk.
I omgivningarna runt Monbulk växer i huvudsak städsegrön lövskog. Genomsnittlig årsnederbörd är 1 244 millimeter. Den regnigaste månaden är juli, med i genomsnitt 140 mm nederbörd, och den torraste är januari, med 49 mm nederbörd.